# 查尔斯·詹金斯 (1934年)
查尔斯·詹金斯（英語：Charles Jenkins，1934年1月7日—），美国男子田径运动员，主攻短跑。他曾代表美国参加1956年夏季奥林匹克运动会田径比赛，获得二枚金牌。

## 家庭
儿子查尔斯·詹金斯。